# Bistum Deventer (altkatholisch)
Das Bistum Deventer ist ein Bistum der altkatholischen Kirchenprovinz Utrecht, das 1559 durch Papst Paul IV. als römisch-katholisches Bistum eingerichtet wurde.

## Geschichte
Nach Eintritt des Schismas von 1723 aufgrund der nicht vom Papst bestätigten Bischofsweihe von Cornelius Steenoven zum Erzbischof wurde der bischöfliche Stuhl von Deventer 1758 wiederbesetzt, um die Weitergabe der apostolischen Sukzession zu sichern.
Obwohl die Sukzession nach der Konstituierung weiterer altkatholischer Nationalkirchen nicht mehr gefährdet war, wurde bis in die zweite Hälfte des 20. Jahrhunderts in der Altkatholischen Kirche der Niederlande an dem Brauch festgehalten, einen geeigneten Geistlichen zum Bischof von Deventer zu ernennen, der seinen Sitz jedoch zu keinem Zeitpunkt in Deventer selbst hatte. In dieser Hinsicht ähnelte die Funktion der altkatholischen Bischöfe von Deventer der von römisch-katholischen Weihbischöfen.
In Deventer selbst gab es 1809 von 9186 Einwohnern keinen einzigen Altkatholiken, im Jahre 1849 belief sich die Zahl der Altkatholiken dort auf sieben unter 15.258 Einwohnern.

## Gegenwart
Gegenwärtig ist der Bischofssitz Deventer dauerhaft vakant. Dennoch ist das Bistum formell nicht erloschen. Dem Erzbischof von Utrecht obliegt die Jurisdiktion über diejenigen Gemeinden, die im Gebiet der Diözese liegen.